# Jicchak Kahan
Jicchak Kahan (hebrejsky: יצחק כהן; žil 15. listopadu 1913 – 24. dubna 1985) byl izraelský soudce. V letech 1982 až 1983 byl předsedou Nejvyššího soudu Státu Izrael. Předsedal vyšetřovací komisi, známé též jako Kahanova komise, která měla prošetřit izraelský podíl na masakru v Sabře a Šatíle, který provedli libanonští falangisté během první libanonské války v roce 1982.

## Život
Jicchak Kahan se narodil v haličském městě Brody v  Rakousko-Uhersku (dnešní Ukrajina). Jeho bratrem byl rabín Kalman Kahana, poslanec Knesetu a jeden ze signatářů izraelské deklarace nezávislosti. Jicchak vystudoval právo a ekonomii a v roce 1935 podnikl aliju do mandátní Palestiny.
Dne 7. října 1970 byl jmenován soudcem Nejvyššího soudu a 26. března 1981 byl jmenován předsedou Nejvyššího soudu a tuto funkci zastával až do roku 1983. Zemřel 24. dubna 1985 ve věku 72 let.